# Hib Milks
Hibbert Henry „Hib“ Milks (* 1. April 1899 in Eardley, Québec; † 21. Januar 1949 in Shawville, Québec) war ein kanadischer Eishockeyspieler, der während seiner aktiven Karriere zwischen 1919 und 1933 unter anderem 328 Spiele für die Pittsburgh Pirates, Philadelphia Quakers, New York Rangers und Ottawa Senators in der National Hockey League auf der Position des linken Flügelstürmers bestritten hat.

## Karriere
Milks spielte, nachdem er Teile seiner Juniorenzeit bei Vereinen aus der kanadischen Hauptstadt Ottawa verbracht hatte, ab 1919 zunächst für die Ottawa Gunners in der hiesigen Stadtliga. Im Jahr 1922 zog es den Stürmer in die Vereinigten Staaten und schloss sich für ein Jahr den Pittsburgh Yellow Jackets an. Nach einer zwischenzeitlichen Rückkehr nach Ottawa ging er zwischen 1924 und 1925 erneut für die Yellow Jackets im Amateurbereich aufs Eis.
Am 26. September 1925 wurde Milks schließlich ein Profivertrag von den Pittsburgh Pirates aus der National Hockey League unterbreitet, für das er sich in den folgenden fünf Spielzeiten bis 1930 als zuverlässiger Scorer und treffsicherer Torschütze erwies. Vor der Saison 1930/31 wurde das Franchise der Pirates umgesiedelt und spielte fortan als Philadelphia Quakers. In der desaströsen Saison des Team war Milks mit 17 Toren einer der wenigen Lichtblicke und Mannschaftskapitän des Teams. Als sich das Franchise nach der Spielzeit auflöste, sicherten sich die New York Rangers im abgehaltenen Dispersal Draft die Dienste des Angreifers. Mit lediglich vier Torvorlagen in 48 Spielen konnte der Kanadier aber zu keiner Zeit an seine vorherigen Leistungen anschließen, woraufhin die Rangers ihm keinen neuen Vertrag anboten. Als Free Agent wechselte er zur Saison 1932/33 zu den Ottawa Senators in seine Heimatstadt. Nach 16 Partien für die Senators verletzte sich Milks in einem Spiel Ende Dezember 1932 so schwer, dass er seine Karriere umgehend beenden musste. Insgesamt bestritt er zwischen 1925 und 1932 328 NHL-Spiele, in denen er 128 Scorerpunkte erzielte.
Nach dem Zweiten Weltkrieg ließ sich Milsk in Shawville in der Provinz Québec nieder. Er verstarb im Alter von 49 Jahren am 21. Januar 1949.

## Erfolge und Auszeichnungen
- 1922 OCHL Second All-Star Team